# Volta a Dinamarca 2016
La Volta a Dinamarca 2016, 26a edició de la Volta a Dinamarca, es disputà entre el 27 i el 31 de juliol de 2016 sobre un recorregut de 750 km repartits entre cinc etapes. La cursa formava part del calendari de l'UCI Europa Tour 2016, amb una categoria 2.HC.
El vencedor final fou el danès Michael Valgren (Team Tinkoff), que s'imposà per 10" al també danès Magnus Cort Nielsen (Dinamarca) i per 57" al danès Mads Würtz Schmidt (Virtu Pro-Veloconcept).
Daniele Bennati (Team Tinkoff) s'imposà en la classificació per punts, Aimé De Gendt (Topsport Vlaanderen-Baloise) en la de la muntanya i Mads Würtz Schmidt (Virtu Pro-Veloconcept) en la dels joves. El Team Tinkoff fou el millor equip.

## Equips
L'organització convidà a prendre part en la cursa a tres equips World Tour, vuit equips continentals professionals, quatre equips continentals i un equip nacional:
- equips World Tour: Astana Qazaqstan Team, Team LottoNL-Jumbo, Team Tinkoff
- equips continentals professionals: Bardiani CSF, Bora-Argon 18, Novo Nordisk, ONE Pro Cycling, Roompot Oranje Peloton, Stölting Service Group, Topsport Vlaanderen-Baloise, Wanty-Groupe Gobert
- equips continentals: Almeborg-Bornholm, ColoQuick-Cult, Riwal Platform, Virtu Pro-Veloconcept
- equips nacionals: Selecció de Dinamarca

## Etapes
| Etapa | Data         | Recorregut                     |                           | Km  | Vencedor d'etapa          | Líder de la general   |
| ----- | ------------ | ------------------------------ | ------------------------- | --- | ------------------------- | --------------------- |
| 1a    | 27 de juliol | Herning - Esbjerg              | Etapa plana               | 200 | Daniele Bennati (ITA)     | Daniele Bennati (ITA) |
| 2a    | 28 de juliol | Rømø - Sønderborg              | Etapa plana               | 180 | Magnus Cort Nielsen (DEN) | Daniele Bennati (ITA) |
| 3a    | 29 de juliol | Åbenrå - Vejle                 | Etapa plana               | 175 | Michael Valgren (DEN)     | Michael Valgren (DEN) |
| 4a    | 30 de juliol | Nyborg - Nyborg                | Contrarellotge individual | 20  | Mads Würtz Schmidt (DEN)  | Michael Valgren (DEN) |
| 5a    | 31 de juliol | Karrebæksminde - Frederiksberg | Etapa plana               | 175 | Phil Bauhaus (GER)        | Michael Valgren (DEN) |

## Classificació final
| \| Classificació general \| Classificació general \| Classificació general \| Classificació general \| Classificació general \| \| Corredor \| Corredor \| Equip \| Temps \| \| \| --------------------- \| ------------------------ \| --------------------------- \| --------------------- \| --------------------- \| \| 1r \| Michael Valgren Andersen \| Tinkoff \| 16h 41' 35" \| \| \| 2n \| Magnus Cort Nielsen \| Dinamarca \| + 10" \| \| \| 3r \| Mads Würtz Schmidt \| Virtu Pro-Veloconcept \| + 57" \| \| \| 4t \| Michael Gogl \| Tinkoff \| + 1' 21" \| \| \| 5è \| Christoph Pfingsten \| Bora-Argon 18 \| + 1' 22" \| \| \| 6è \| Gijs Van Hoecke \| Topsport Vlaanderen-Baloise \| + 1' 33" \| \| \| 7è \| Alexander Kamp \| Stölting Service Group \| + 1' 41" \| \| \| 8è \| Laurens De Vreese \| Astana \| + 1' 42" \| \| \| 9è \| Marco Marcato \| Wanty-Groupe Gobert \| + 1' 44" \| \| \| 10è \| Manuele Boaro \| Tinkoff \| + 1' 46" \| \| |                          |                             |             |
| |                          |                             |             |
| Font: ProCyclingStats |                          |                             |             |
| Classificació general |                          |                             |             |
| Corredor | Corredor                 | Equip                       | Temps       |
| 1r | Michael Valgren Andersen | Tinkoff                     | 16h 41' 35" |
| 2n | Magnus Cort Nielsen      | Dinamarca                   | + 10"       |
| 3r | Mads Würtz Schmidt       | Virtu Pro-Veloconcept       | + 57"       |
| 4t | Michael Gogl             | Tinkoff                     | + 1' 21"    |
| 5è | Christoph Pfingsten      | Bora-Argon 18               | + 1' 22"    |
| 6è | Gijs Van Hoecke          | Topsport Vlaanderen-Baloise | + 1' 33"    |
| 7è | Alexander Kamp           | Stölting Service Group      | + 1' 41"    |
| 8è | Laurens De Vreese        | Astana                      | + 1' 42"    |
| 9è | Marco Marcato            | Wanty-Groupe Gobert         | + 1' 44"    |
| 10è | Manuele Boaro            | Tinkoff                     | + 1' 46"    |

## Evolució de les classificacions
| Etapa | Vencedor            | Classificació general | Classificació per punts | Classificació de la muntanya | Classificació dels joves | Classificació per equips |
| ----- | ------------------- | --------------------- | ----------------------- | ---------------------------- | ------------------------ | ------------------------ |
| 1     | Daniele Bennati     | Daniele Bennati       | Daniele Bennati         | Mike Teunissen               | Mads Würtz Schmidt       | Team Tinkoff             |
| 2     | Magnus Cort Nielsen | Daniele Bennati       | Daniele Bennati         | Mike Teunissen               | Mads Würtz Schmidt       | Team Tinkoff             |
| 3     | Michael Valgren     | Michael Valgren       | Daniele Bennati         | Nicolai Brøchner             | Giulio Ciccone           | Wanty-Groupe Gobert      |
| 4     | Mads Würtz Schmidt  | Michael Valgren       | Mads Würtz Schmidt      | Nicolai Brøchner             | Mads Würtz Schmidt       | Team Tinkoff             |
| 5     | Phil Bauhaus        | Michael Valgren       | Daniele Bennati         | Aimé De Gendt                | Mads Würtz Schmidt       | Team Tinkoff             |
| Final | Final               | Michael Valgren       | Daniele Bennati         | Aimé De Gendt                | Mads Würtz Schmidt       | Team Tinkoff             |